# Герб на Битоля
Гербът на Битоля (на македонска литературна норма: Грб на Битола) е един от символите на града и общината в Северна Македония. Гербът е поставен и на знамето на Битоля.

## Описание
Гербът е разположен на испански щит. В горния край има непрекъснат златен фриз на синя основа, който символизира богатата и дълбока история на града. В средната зона има централно поставен червен испански щит със златни триъгълници, който представлява съвременна Битоля и огрените от слънцето молики на Пелистер и пелагонийските златни класове. Долният сферичен дял символизира белия античен Театър на Хераклея Линкестис.
Четирите цвята имат следното символно значение: синьото - гражданското общество и демокрацията, червеното - живота и традицията, жълтото - духовното богатство и бялото - моралната чистота.

## История
Гербът и знамето на община Битоля са утвърдени на заседание на Съвета на община Битоля на 21 март 2006 година. Автори на герба са архитектите Владимир Пороевич и Костадин Танчев – Динка от Скопие.

### Герб от 1944 до 2006 г.
Гербът на Битоля от 1944 до 2006 година също е на испански щит, разделен на три дяла.
В горния дял има петолъчка, символ на комунизма, и под е изписано 4. XI. 1944 г. - датата, на която комунистическите партизани влизат в Битоля.
Средният дял е разделен на три вертикални части, в които са поставени народна носия, Саат кулата с планината Баба и стълб от Хераклея Линкестис.
В долния дял има зъбчато колело като символ на индустрията и течаща вода, която представлява реката Драгор.